# Wolfgang Schäfer (Chorleiter)
Wolfgang Schäfer (* 7. April 1945 in Staufen im Breisgau) ist ein deutscher Chorleiter und Professor für Chorleitung. 

## Biographie
Wolfgang Schäfer studierte in Freiburg im Breisgau Schulmusik, Gesang und Chorleitung, sowie an der Hochschule für Musik und Darstellende Kunst Stuttgart Orchesterleitung. Von 1971 bis 1982 unterrichtete er an der Hochschule für Musik Freiburg, von 1982 bis 2008 war er Professor für Chorleitung an der Hochschule für Musik und Darstellende Kunst Frankfurt am Main (HfMDK) und von 1982 bis 1997 als Nachfolger von Kurt Thomas und Helmuth Rilling auch Dirigent der Frankfurter Kantorei. 1971 gründete er das Freiburger Vokalensemble; seit 2008 leitet er auch den neu gegründeten Frankfurter Kammerchor, der im Wesentlichen aus Absolventen der Hochschule besteht. Im Jahr 2015 war er in der Leitung des Freiburger Bachchors Interimsnachfolger des verstorbenen Hans Michael Beuerle. Wolfgang Schäfer ist außerdem künstlerischer Leiter des jährlich stattfindenden Festivals und Chorseminars „Staufener Musikwoche“; darüber hinaus ist er als Gastdirigent, Juror und Dozent international tätig.
Seit seiner Freiburger Studentenzeit ist Schäfer schließlich Mitglied des Musikkabaretts BosArt Trio.

## Auszeichnungen
- 1981: BBC-Wettbewerb "Let the Peoples Sing", 1. Preis mit Freiburger Vokalensemble
- 1985: Wettbewerb der Europäischen Rundfunkunion, 1. Preis mit Frankfurter Kantorei
- 1986: Internationaler Wettbewerb Miedzyzdroje,   1. Preis mit Frankfurter Kantorei
- 1990: Wettbewerb der Europäischen Rundfunkunion, 1. Preis mit Frankfurter Kantorei
- 1992: Internationaler Wettbewerb Riva del Garda, Sonderpreis mit Frankfurter Kantorei

## Diskographie
Mit dem Freiburger Vokalensemble
- Anton Bruckner: Motetten. EOM, Freiburg 1980
- Das deutsche Chorlied um 1600. Christophorus, Freiburg 1982
- Anton Bruckner: Motetten. Christophorus, Freiburg 1984
- Hector Berlioz: Lelio. Radio-Sinfonie-Orchester Frankfurt, Leitung: Eliahu Inbal. Denon, 1987
- Georg Philipp Telemann: Die Tageszeiten. BMG Ariola, Hamburg 1990
- Georg Philipp Telemann: Das selige Erwägen des bittern Leidens und Sterbens Jesu Christi. Sonomaster, Stuttgart 1990
- Cristóbal de Morales: Geistliche Werke. Christophorus, Freiburg 1990
- Johannes Brahms: Zigeunerlieder. Sonomaster, Stuttgart 1991
- Johannes Brahms: Deutsche Volkslieder. Bayer, Bietigheim-Bissingen 1996
- Conradin Kreutzer: Gesänge aus Goethes "Faust", ARTS: 1999
- Musik-Dokumente 1970 - 2003 aus der Freiburger Pauluskirche. Notabene, Freiburg 2003
- Joseph Rheinberger:  Vom Goldenen Horn. Carus, Stuttgart 2005

Mit der Frankfurter Kantorei
- Arthur Honegger: Le roi David. Christophorus, Freiburg 1985
- Gustav Mahler: Sinfonie Nr. 3. Frankfurter Kantorei, Radio-Sinfonie-Orchester Frankfurt, Leitung: Eliahu Inbal. Denon, Ratingen 1987
- Hector Berlioz: Lelio. Radio-Sinfonie-Orchester Frankfurt, Leitung: Eliahu Inbal. Denon, 1987
- Igor Strawinski: Les Noces; Carl Orff: Catulli carmina. Koch, München 1990
- Harald Genzmer: Deutsche Messe. Cappella, Wiesbaden 1993
- Antonín Dvořák: Messe D-Dur; Vier geistliche Gesänge. Freiburger Musik-Forum, Freiburg 1993
- Carl Orff: Catulli Carmina, Wergo Mainz 1995
- Joseph Rheinberger:  Messe in f-Moll; Sechs religiöse Gesänge; Requiem in d-Moll. Stuttgart, Carus 1998
- Felix Mendelssohn Bartholdy: Die erste Walpurgisnacht. Frankfurter Kantorei, Städtisches Opernhaus- und Museumsorchester, Leitung: Sylvain Cambreling. Frankfurter Museums-Gesellschaft 2001

Mit dem BosArt Trio
- Unerhörte Meisterwerke. 1984
- Ein Schluck aus dem Opernglas. 1987
- Scherzo wie Watsche. 1991
- Musik von A bis Zett. 1994
- Insalata Mista. 1998
- Die Fledermaus und das Phantom. 2000
- Bach Blüten. 2001
- Kunst der Unfuge. 2009
- Brahms’ Tierleben. 2012